# Дамдинсурэнгийн Пурэвдорж
Дамдинсурэнгийн Пурэвдорж (монг. Дамдинсүрэнгийн Пүрэвдорж; род. 16 июня 1989) — монгольский самбист и дзюдоист, бронзовый призёр чемпионатов Монголии по дзюдо 2015, 2016 и 2018 годов, победитель (2018) и серебряный призёр (2019) розыгрышей Кубка мира по самбо, чемпион (2019) и серебряный призёр (2022) чемпионатов мира по самбо, призёр международных турниров по самбо и дзюдо. Выступал в тяжёлой весовой категории (свыше 100 кг). Проживал в Улан-Баторе.

## Выступления на чемпионатах страны
- Чемпионат Монголии по дзюдо 2015 года — ;
- Чемпионат Монголии по дзюдо 2016 года — ;
- Чемпионат Монголии по дзюдо 2018 года — ;